# Gerhard L. Closs
Gerhard Ludwig Closs (* 1. Mai 1928 in Elberfeld, heute zu Wuppertal; † 24. Mai 1992 in Palos Park, Illinois) war ein US-amerikanischer Chemiker (Physikalische Organische Chemie). Er war Professor für Chemie an der University of Chicago.

## Leben
Closs wurde als 16-Jähriger zur Wehrmacht eingezogen und an der Ostfront schwer verwundet. Er studierte und promovierte an der Universität Tübingen bei Georg Wittig und ging 1955 in die USA als Post-Doktorand an die Harvard University zu Robert B. Woodward, wo er an der Synthese von Chlorophyll arbeitete. Ab 1957 war er Assistant Professor (damals für Chemie der Naturprodukte) und ab 1963 Professor an der Universität Chicago, wo er zeitweise der Chemie Fakultät vorstand. Er war daneben auch drei Jahre Leiter der Chemie im Argonne National Laboratory. In Chicago wurde er Michelson Distinguished Service Professor. 1962 wurde er Sloan Research Fellow.
Closs war ab Ende der 1950er Jahre führend in der Chemie der Carbene, wobei er damals neue Methoden wie ESR und ENDOR nutzte und Mitte der 1960er Jahre dort (als eine der ersten Anwendungen dieser Technik) chemisch induzierte dynamische Kernpolarisation (CIDNP-Spektroskopie) anwandte. Damit war er ein Pionier in der Anwendung magnetischer Resonanz auf die Charakterisierung von Zwischenprodukten chemischer Reaktionen. Er leistete wichtige Beiträge zur Untersuchung verschiedener photosynthetischer Pigmente, speziell Chlorophyll, eines seiner Hauptforschungsthemen. Ab Ende der 1970er Jahre befasste er sich mit Elektronentransfer-Reaktionen.
In seiner Anfangszeit testete er auch Pilz-Drogen für ein Forschungsprojekt.
1991 erhielt er den Arthur C. Cope Award, 1971 die Jean Servas Stas Medaille der belgischen chemischen Gesellschaft und 1974 den James Flack Norris Award der ACS. Er war Mitglied der American Academy of Arts and Sciences (1975) und der National Academy of Sciences (1974). Ein Preis der Inter-American Photochemical Association ist nach ihm benannt.
Er war regelmäßig an den Bell Laboratories, hielt die Bayer-Vorlesung an der Universität Köln, war Merck-Lecturer an der Rutgers University und Gastprofessor an der Yale University.
Er war seit 1956 mit der Chemikerin Lieselotte Pohmer verheiratet (ebenfalls Doktorandin von Wittig), mit der er zusammenarbeitete und veröffentlichte. 1992 starb er in seinem Haus an einem Herzanfall.